# 트레이 하디

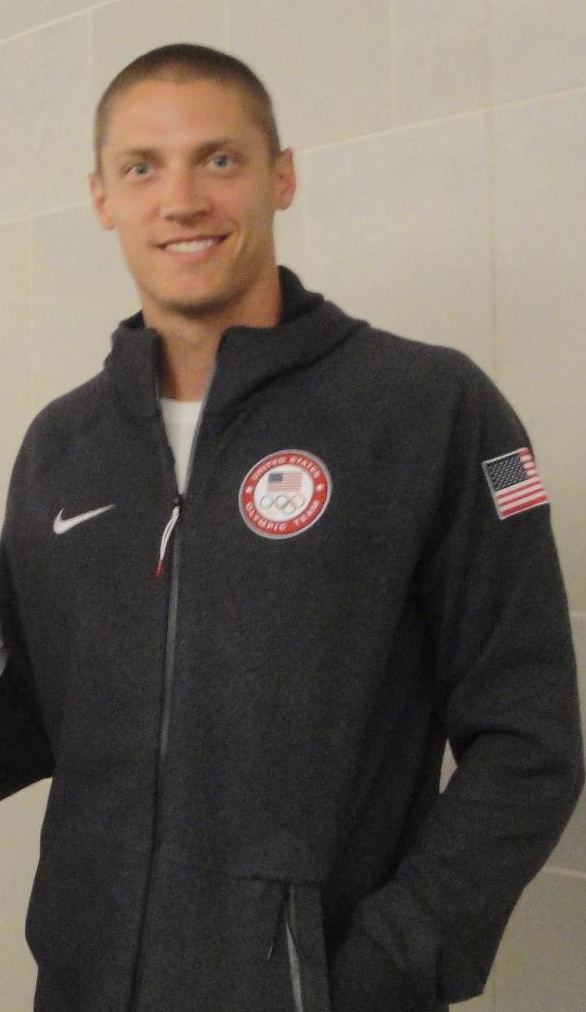
트레이 하디

트레이 하디(Trey Hardee, 1984년 2월 7일 ~ )는 미국의 육상 선수이다.